# Wallis (Texas)
Wallis es una ciudad ubicada en el condado de Austin en el estado estadounidense de Texas. En el Censo de 2010 tenía una población de 1.252 habitantes y una densidad poblacional de 320,34 personas por km².

## Geografía
Wallis se encuentra ubicada en las coordenadas 29°37′55″N 96°3′49″O / 29.63194, -96.06361. Según la Oficina del Censo de los Estados Unidos, Wallis tiene una superficie total de 3.91 km², de la cual 3.87 km² corresponden a tierra firme y (0.93%) 0.04 km² es agua.

## Demografía
Según el censo de 2010, había 1252 personas residiendo en Wallis. La densidad de población era de 320,34 hab./km². De los 1252 habitantes, Wallis estaba compuesto por el 68.85% blancos, el 14.54% eran afroamericanos, el 0.88% eran amerindios, el 0.4% eran asiáticos, el 0% eran isleños del Pacífico, el 12.86% eran de otras razas y el 2.48% pertenecían a dos o más razas. Del total de la población el 27.8% eran hispanos o latinos de cualquier raza.